# سیتروئن تیپ ای
سیتروئن تیپ ای (به انگلیسی: Citroën Type A) خودرویی است که در سال‌های ۱۹۱۹ تا ۱۹۲۱ تولید شده‌است.
طراحی آن موتور جلو-محور عقب بوده و طول آن در حالت طبیعی ۴٫۰۰ متر (۱۵۷٫۵ اینچ)، عرض آن در حالت طبیعی ۱٫۴۱ متر (۵۵٫۵ اینچ) و وزن آن در حالت طبیعی ۸۱۰ کیلوگرم (۱٬۷۹۰ پوند) است. سیستم جعبه‌دندهٔ آن ۳ دنده به صورت دستی است.